# Typ Pionier (tramwaje w Timișoarze)
Pionier – typ silnikowego wagonu tramwajowego, eksploatowanego dawniej przez normalnotorową sieć tramwajową w mieście Timișoara w Rumunii. Oznaczenie pochodzi od nazwy członka założonej w 1949 r. socjalistycznej organizacji „Organizaţia Pionierilor”. 26 wagonów tej serii wyprodukowano w latach 1958-1961 w miejscowych warsztatach ówczesnego przedsiębiorstwa Întreprinderea Comunală Oraș Timișoara (ICOT). Wagony typu Pionier pozostawały w ruchu liniowym do 1988 r.; były to ostatnie, oprócz kilku kursujących wówczas jeszcze wagonów typu FII, dwuosiowe i dwukierunkowe tramwaje eksploatowane w Timișoarze.

## Historia

### Produkcja i pierwsze lata eksploatacji
W połowie lat 50. XX wieku tabor tramwajowy w Timișoarze składał się głównie z dwuosiowych, dwukierunkowych wagonów silnikowych oraz doczepnych; nadwozia wagonów miały drewnianą konstrukcję. Wyjątek stanowiło siedem sztuk wyprodukowanych w latach 1950-1954 wagonów typu Gb 2/2, które również powstały w lokalnych warsztatach. Po zamówieniu w 1955 r. wagonów typu V54 produkcji zakładów Electroputere, przedsiębiorstwo postanowiło wykorzystać możliwość modernizacji starych wagonów tramwajowych, często pochodzących jeszcze sprzed I wojny światowej. Jako wzór posłużyły skonstruowane w 1956 r. w Bukareszcie wagony typu V56. Do modernizacji przeznaczono następujące typy tramwajów:
- B - 19 sztuk,
- DII - 2 sztuki,
- C - 3 sztuki,
- CII - 2 sztuki.

Tramwaje typu C oraz CII były wcześniej wagonami doczepnymi, nieposiadającymi silnika - po przebudowie stały się wagonami silnikowymi. W wyniku przebudowy powstały właściwie nowe wagony, w których zamontowano podwozia ze starszych tramwajów. Największą zmianą było zamontowanie nowego pudła o konstrukcji stalowej oraz miejsca dla konduktora w przedziale pasażerskim; zmodernizowane wagony z wyglądu przypominały tramwaje typu Gb 2/2. Były jednak od nich o 3600 mm krótsze, w związku z czym posiadały jedynie pięć okien zamiast siedmiu, a także dwie pary drzwi zamiast trzech. Ławki dla pasażerów zastąpiono pojedynczymi siedzeniami. W miejsce zdemontowanego pantografu lirowego zainstalowano pantograf nożycowy. Numerację poszczególnych wagonów przedstawiono w poniższej tabeli.
|       | T.4 - wagony pojedyncze 10 sztuk | T.5 - składy dwuwagonowe 16 sztuk / 8 składów |
| 1958: | 131, 132, 133                    | 143–144, 145–146                              |
| 1959: | 134, 135, 136                    | 147–148, 151–152                              |
| 1960: | 137, 138                         | 141–142, 149–150, 155–156                     |
| 1961: | 139, 140                         | 153–154                                       |

Wagony o numerach taborowych 142, 144, 146, 148, 150, 152, 154 i 156 były doczepami czynnymi, co oznacza, że nie posiadały ani pantografu, ani kabiny motorniczego, przez co mogły być eksploatowane wyłącznie jako wagony doczepne. Składy złożone z wagonu silnikowego i doczepnego skierowano do obsługi okrężnej linii nr 6. Dzięki znacznej mocy silników składy tramwajów Pionier mogły regularnie kursować na trasie wraz z pojedynczymi wagonami dwu- lub czteroosiowymi.
Tramwaje typu Pionier kursowały początkowo na jednokierunkowej linii nr 2 (w 1962 r. przemianowanej na 1), linii nr 3 (w 1962 r. przemianowanej na 2), okrężnej linii nr 5 (w 1962 r. przemianowanej na 7) oraz na linii nr 6. Wagony typu Pionier łączono także w składy z dostarczonymi w 1961 r. z Bukaresztu tramwajami typu R.4. Tworzono także składy trójwagonowe, złożone z jednego wagonu silnikowego i dwóch doczep, przy czym jako wagony doczepne wykorzystywano ostatnie, kursujące jeszcze wagony typu C lub wagony typu AII.

### Przebudowa na wagony dwukierunkowe
Aby móc skierować wagony typu Pionier do obsługi jednokierunkowych linii nr 3 (do 1962 r.: 8), 4, 5 (do 1962 r.: 9) i 7 (do 1962 r.: 5), od końca lat 60. XX wieku przeprowadzano przebudowę tramwajów na dwukierunkowe. Egzemplarze obsługujące linie nr 1, 2 i 6 od 1972 r. sukcesywnie zastępowano nowymi tramwajami typu Timiș2. W celu zapewnienia większych możliwości przewozowych, część wagonów typu Pionier złączono na stałe w składy trójwagonowe.
W 1968 r. wagony o numerach 143 i 144 przekształcono w doczepy. Rok później wóz nr 144 dołączono jako drugi wagon w składzie do wozów nr 103 oraz 104 typu F, natomiast wóz nr 143 połączono w podobny sposób z wagonami nr 107 i 108 typu Fa.
Specjalnie na potrzeby linii nr 7, siedem składów dwuwagonowych - tj. 141–142, 145–146, 147–148, 149–150, 151–152, 153–154 oraz 155–156 - otrzymało w 1969 r. drugą kabinę motorniczego na końcu drugiego wagonu w składzie. 11 innych wagonów – między innymi wagon nr 144 – złączono w następujące składy:
- 131–132
- 133–135–136
- 134–138–139
- 137–144–140

### Koniec eksploatacji
Po tym, jak pod koniec lat 70. XX wieku także trasy linii nr 5 oraz 7 rozbudowano o odcinki dwutorowe, kilka wagonów Pionier musiało zostać wyposażonych w ostatnich latach eksploatacji w dodatkowe wejścia po bezdrzwiowej stronie nadwozia. Linie nr 3 i 4 przekształcono z kolei w połowie lat 70. na jednokierunkowe i skierowano do ich obsługi nowocześniejszy tabor. Od 1980 r. linia nr 7 funkcjonowała jako linia okrężna, dzięki czemu można było ostatecznie zrezygnować z dalszej eksploatacji wysłużonych tramwajów Pionier.
Jednakże w 1985 r. ówczesne przedsiębiorstwo IJTL Timiș uruchomiło trzy składy na potrzeby linii nr 5, z której wycofano z regularnego kursowania tramwaje typu FII, posiadające jeszcze drewniane nadwozia. Na tejże linii wykonywane były co najwyżej trzy kursy dziennie, przy czym składy typu FII służyły jako rezerwowe. Wśród przywróconych do eksploatacji wagonów znalazły się składy: 105–106 (po zmianie numeracji), 153–154 i 180–182 (po zmianie numeracji). Nie zachowały się informacje o wcześniejszych numerach taborowych dwóch wyżej wymienionych składów. W późniejszym czasie składowi 153–154 nadano nowe numery taborowe 453–454.
Wraz z zawieszeniem linii nr 5 na lata 1988–1992 w związku z przebudową jej trasy, zakończono eksploatację wozów typu Pionier. Z 26 wagonów do dziś nie przetrwał ani jeden egzemplarz.